# یانسیویل (کارولینای شمالی)
یانسیویل (به انگلیسی: Yanceyville) شهری در ایالت کارولینای شمالی کشور ایالات متحده آمریکا است که جمعیت آن در سرشماری سال ۲۰۱۰ میلادی، ۲٬۰۳۹ نفر بوده‌است.